# British Rail Class 165
British Rail Class 165 или Class 165 Turbo — серия пригородных дизель-поездов, строившаяся в 1990-92 годах британским заводом BREL (British Rail Engineering Ltd). Относится к семейству моторвагонных подвижных составов «Networker». С 1990 года выполняет пригородные пассажирские перевозки на железных дорогах Англии. В настоящее время составы принадлежат компаниям «First Great Western» и «Chiltern Railways». 5 октября 1999 года с участием BR Class 165 произошла одна из крупнейших железнодорожных катастроф Великобритании, в результате которой погиб 31 человек.

## Описание

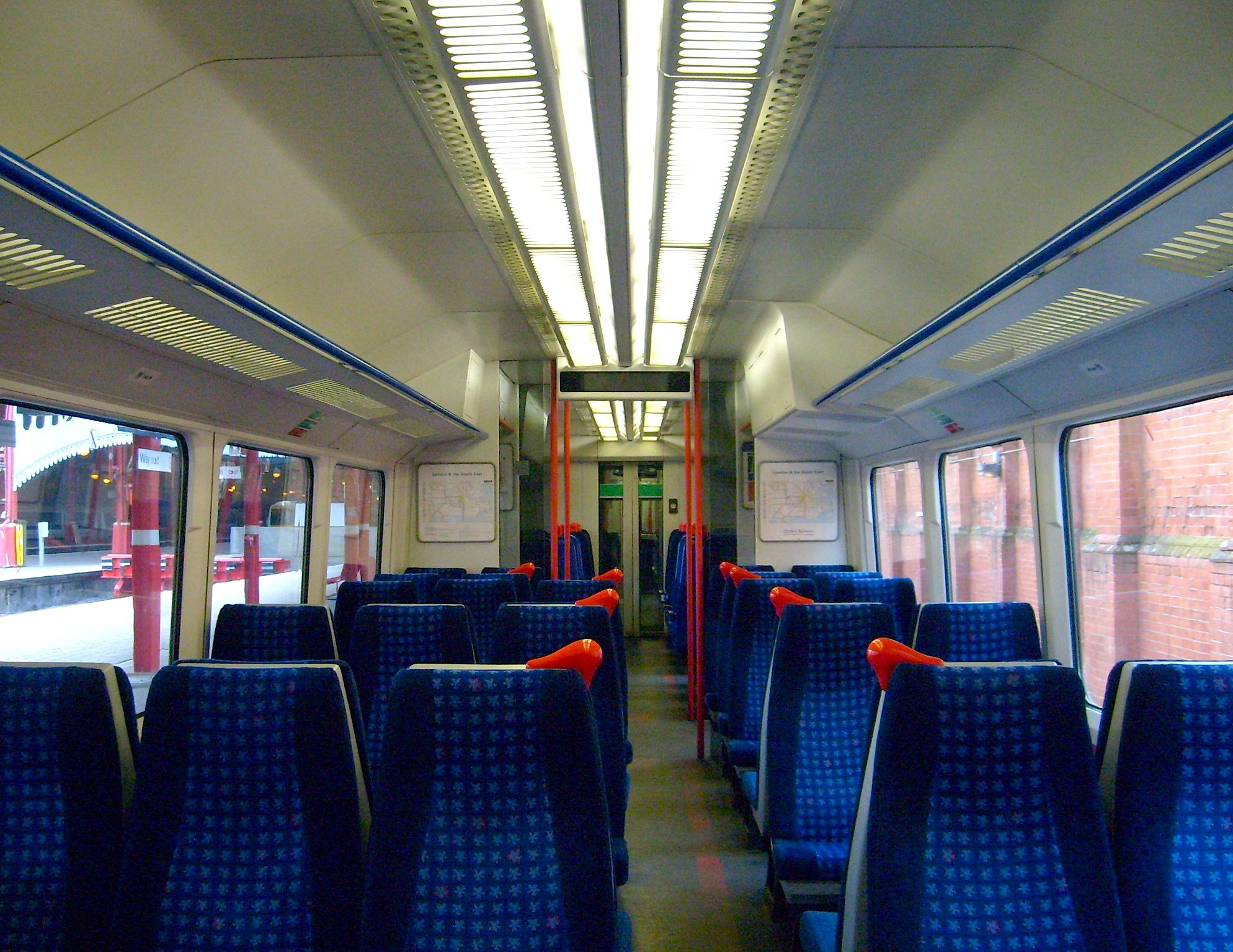
Интерьер вагона BR Class 165

Пригородный моторвагонный состав British Rail Class 165 состоит из двух или трех вагонов, в каждом из которых установлен дизельный двигатель Perkins 2006-TWH мощностью 350 л.с. (261 кВт). Сидения в салоне располагаются в два ряда (один из трёх кресел, другой из двух), в одном из торцов каждого вагона расположен туалет. В каждом вагоне имеется по две прислонно-сдвижные автоматические двери с каждой стороны. В салоне установлены камеры видеонаблюдения. Для сцепления вагонов используется автосцепка Шарфенберга. На составах установлены электропневматические тормоза, что придаёт поезду, бо́льшую плавность при торможении.

### Class 165/0
Составы Class 165/0 (разновидность BR Class 165) выпускались в 1990-91 годах, и имели нумерацию 165001-039. Производились как двух-(165001-028) так и трёхвагонные (165029-039) составы. Максимальная скорость этих составов составляла 121 км/ч.

### Class 165/1
Составы Class 165/1 (модификация Class 165/0) выпускались в 1992 году, и имели нумерацию 165101-137. Так же как и Class 165/0 выпускались как трёх-(165101-117) так и двухвагонные (165118-137) составы. Установленные на тележках гасители колебаний позволяют поезду развивать скорость до 145 км/ч.

## Эксплуатация
Составы 165/0 поначалу были направлены на железные дороги юго-востока Великобритании, на линии, связывающие лондонский вокзал Мэрилебон с городками Принсес-Рисборо, Банбери, Лимингтон-Спа и Солихалл. Также эти составы курсировали на линии Лондон-Бирмингем. Помимо рейсов из Лондона Class 165/0 выполнял рейсы из Эйлсбери и Принсес-Рисборо. Как правило, составы следуют по маршруту протяжённостью не более 200 км.
После приватизации компании «British Rail» 34 состава 165/0 стали принадлежать компании «Chiltern Railways», а остальные 5 — «Thames Trains».
С 1998 года начал эксплуатироваться более современный дизель-поезд British Rail Class 168), который обладал большей крейсерской скоростью. Он стал заменять Class 165 на основных линиях (например, Лондон-Бирмингем). Составы 165/0 эксплуатируются, в основном, на коротких маршрутах (до 100 км).
В Эйлсбери для ремонта этих поездов было построено депо. Мелкое техническое обслуживание и заправка производится в депо Лондона и Бирмингема.
С 2003 по 2005 проводился ремонт всех составов 165/0. В вагонах были установлены кондиционеры, видеокамеры новая система информирования пассажиров, предусмотрены места для инвалидов-колясочников, окна с форточками были заменены на герметичные стеклопакеты.

## В компьютерных играх
- Дизель-поезд BR Class 165 присутствует в железнодорожном симуляторе «Rail Simulator».